# Maximiliano Transilvano

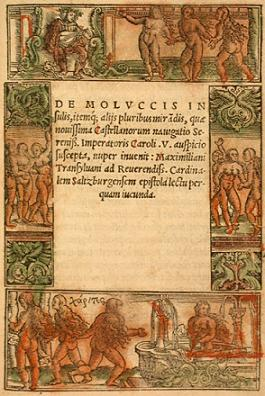
cubierta de la primera edición del libro De Moluccis Insulin de Maximiliano Transilvanus.

Maximilianus Transilvanus (Transylvanus, Transylvanianus, en español  Maximiliano Transilvano) (nacido entre 1485 y 1490 - fallecido en 1538 en Bruselas) fue un cortesano del emperador Carlos V, conocido principalmente por ser el autor del primer relato en publicarse de la expedición de Magallanes-Elcano (1519-1522). Antiguamente se pensaba que el apellido indicaba que había nacido en la región de Transilvania, pero actualmente se cree que es una traducción del apellido paterno, van Zevenbergen, que significa "de Transilvania" en holandés.

## Origen y primeros cargos
No se sabe con certeza cuándo ni dónde nació Transilvano. Se cree que debió ser entre 1485 y 1490 y que era hijo de Lucas van Zevenbergen, un orfebre y sirviente en la corte del emperador Maximiliano I. Su primera aparición pública documentada fue en la Dieta de Constanza de 1507, donde declamó un poema en latín. Unos años más tarde entró al servicio del arzobispo de Salzburgo, Mateo Lang de Wellenburg, como secretario y llevó a cabo misiones diplomáticas en Inglaterra (1511) e Italia (1512). En 1514 y 1515 estuvo en la corte de Fernando el Católico, donde le acogió el humanista Pedro Mártir.
La primera obra literaria publicada por Transilvano fue un libro en latín, impreso en Amberes a finales de 1519, en el que describía el momento en que el rey Carlos I de España había recibido la noticia de su elección como emperador de romanos en Barcelona pocos meses antes. En esta etapa, Maximiliano servía a Carlos como asistente personal y como tal seguía de cerca el monarca.
En 1521 asistió a la Dieta de Worms, en la que fue el encargado de enumerar las obras de Martín Lutero que fueron condenadas. Por la misma época conoció a Erasmo de Rotterdam, con quien mantuvo correspondencia a partir de entonces. El año siguiente siguió al emperador a España, donde se encontraba cuando regresó la nao Victoria.

## De Moluccis Insulis
Transilvano estaba presente en Valladolid cuando Juan Sebastián de Elcano y otros supervivientes de la primera circunnavegación acudieron a la Corte para rendir cuentas ante el Rey. La esposa de Transilvano, Francisca de Haro, era sobrina del mercader Cristóbal de Haro, que había invertido capital en la expedición de Magallanes, por lo que se supone que Transilvano tendría particular interés en conocer sus resultados. Basándose en los relatos que escuchó, compuso una epístola en latín dirigida al arzobispo de Salzburgo .
La carta fue entregada rápidamente a un impresor, que la publicó en Colonia en enero de 1523 con el título de De Moluccis Insulis. Siguieron ediciones en París en julio y en Roma en noviembre de ese mismo año. La epístola de Transilvano fue editada varias veces más a lo largo de las décadas siguientes e incluida por Giovanni Battista Ramusio en su compilación Navigationi e Viaggi. La primera traducción al español fue publicada en el siglo XIX, en la Colección de los Viages de Martín Fernández de Navarrete.
El De Moluccis Insulis fue el primer relato de la expedición de Magallanes-Elcano en salir publicado, antes de una epístola similar redactada por Pedro Mártir (que solo vio la luz en 1530) y de la narración de Antonio Pigafetta, publicada en París en 1525.

## Últimos años
A finales de los años 1520 regresó a los Países Bajos, donde entró al servicio de la gobernadora, Margarita de Austria. Al morir su esposa Francisca en 1530, Transilvano se casó en segundas nupcias con Catherine de Mol, con la que tuvo dos hijas.
Murió en 1538 tras haber conseguido un título nobiliario y dos viviendas prestigiosas: un palacete en Bruselas y el palacio de Bouchout en Meise.